# Cantonul Solesmes
Cantonul Solesmes este un canton din arondismentul Cambrai, departamentul Nord, regiunea Nord-Pas-de-Calais, Franța.

## Comune
- Beaurain
- Bermerain (Bermering)
- Briastre
- Capelle
- Escarmain
- Haussy
- Montrécourt
- Romeries
- Saint-Martin-sur-Écaillon
- Saint-Python
- Saint-Vaast-en-Cambrésis
- Saulzoir
- Solesmes (reședință)
- Sommaing
- Vendegies-sur-Écaillon
- Vertain
- Viesly